# Безбородов, Фёдор Андреевич
Фёдор Андреевич Безбородов (1927, Бейсужёк Второй, Выселковский район — 28 декабря 1984, Бейсужёк Второй, Краснодарский край) — советский передовик производства в сельском хозяйстве, Герой Социалистического Труда (1971).

## Биография
Родился в 1927 году в хуторе Бейсужёк Второй, Выселковский район, Краснодарского края в крестьянской семье.
С 1941 года после окончания сельской школы начал работать колхозником в колхозе «Электросила» хутора Бейсужёк Второй, Выселковского района. До 1945 года служил в РККА — связист-электрик на Краснознамённом Балтийском флоте. В 1945 году был демобилизован.
С 1945 по 1951 годы работал помощником бригадира полеводов в колхозе «Электросила». В 1955 году после окончания трёхгодичной школы по подготовке председателей колхозов в городе Краснодаре, Ф. А. Безбородов был назначен бригадиром комплексной бригады колхоза «Электросила», а с 1959 года — его агрономом-семеноводом. В 1961 году Ф. А. Безбородов был избран председателем исполкома Бейсужекского сельсовета, а с 1963 года — управляющим отделением колхоза «Электросила». 23 июня 1966 года «за высокие показатели в труде» Ф. А. Безбородов был награждён орденом Трудового Красного Знамени. В 1967 году «за высокие показатели в производстве сельскохозяйственной продукции» его отделению было присвоено почётное звание «отделение высокой культуры земледелия». Возглавляемое им отделение четырежды становилось участником ВДНХ.
В 1970 году по итогам работы отделением Ф. А. Безбородова получен урожай озимой пшеницы 49,5 центнера с гектара, ячменя по — 46 центнеров, зерна кукурузы по — 40 центнеров, подсолнечника по — 28,6 центнера, сахарной свёклы — по 330 центнеров с гектара.
8 апреля 1971 года Указом Президиума Верховного Совета СССР «за выдающиеся производственные успехи, достигнутые в области чёрной металлургии» Фёдор Андреевич Безбородов был удостоен звания Героя Социалистического Труда с вручением Ордена Ленина и золотой медали «Серп и Молот».
В 1971 году Ф. А. Безбородов избирался делегатом XXIV съезда КПСС, был депутатом Краснодарского краевого Совета.
Жил на хуторе Бейсужёк Второй, Выселковский район, Краснодарского края. Умер 28 декабря 1984 г.

## Награды
- Медаль «Серп и Молот» (8.04.1971)
- Орден Ленина (8.04.1971)
- Орден Октябрьской революции (7.12.1973)
- Орден Трудового Красного Знамени (23.06.1966)
- Медаль «За трудовое отличие» (31.10.1957)